# Paul Blanca
Paul Blanca, pseudoniem van Paul Vlaswinkel (Amsterdam, 11 november 1958 – aldaar, 14 oktober 2021), was een Nederlands fotograaf. In zijn jonge jaren werd hij omschreven als een 'vluchtig' persoon met veel energie, maar tegelijkertijd ook met een kwetsbare gevoeligheid. Blanca maakte portretten waarin hij zichzelf molesteerde met scheermessen, ijzerdraad, pijlen, spijkers en naald en draad. Een van zijn bekendste foto's toont een huilende Mickey Mouse, gekerfd in de rug van Blanca. 

## Leven en werk
Blanca's ouders ontmoetten elkaar op Curaçao, waar zijn moeder in het Hilton Hotel werkte. Zijn Antilliaanse vader verdween naar Venezuela toen Blanca vijf was. Blanca kwam met zijn moeder en tweelingzusje naar Amsterdam en groeide op bij het Surinameplein. Hij werd door zijn stiefvader slecht behandeld en trainde daarom als kickbokser.
Naar eigen zeggen was zijn eerste fotocamera een Canon F-1 die hij had gestolen door de ruit van een fotowinkel in te slaan. Toen hij na zijn eerste solo-expositie naar de winkel terugkeerde om de schade te vergoeden wilde de eigenaar zijn geld niet aannemen. Eva Veldhoen (dochter van Aat Veldhoen) introduceerde Blanca in de Amsterdamse kunstwereld. Zo leerde hij Hans van Manen kennen die hem in de balletwereld introduceerde en zijn mentor werd. Van Manen gaf hem als niet-danser een hoofdrol in Pianovariaties IV. Zijn ontwikkelde motoriek en vaardigheden bij het kickboksen stonden centraal in de voor hem bedachte choreografie. Als fotografen werkten Blanca en Van Manen samen aan een serie foto's waarbij ze zichzelf, elkaar en anderen fotografeerden, met als thema: 'De man als Lustobject'.
Midden jaren tachtig raakte Blanca bevriend met medekunstenaars als Rob Scholte en Koos Dalstra. Met Dalstra publiceerde hij in 1986 de serie dubbelportretten Timing. Vijftig portretten van personen uit de Amsterdamse kunstwereld met foto's van Blanca voorzien van gedichten door Dalstra. Blanca leerde ook de Amerikaanse fotograaf Robert Mapplethorpe kennen en raakte met hem bevriend. Op het gebied van fotografie beschouwde Mapplethorpe Blanca als zijn enige concurrent. Mapplethorpe introduceerde Blanca in de New Yorkse kunstscene. Blanca raakte in New York echter verslaafd aan heroïne.
Eind jaren tachtig, begin jaren negentig verbleef Blanca zo'n twee jaar in Zaragoza en Sevilla en documenteerde hij het stierenvechten. Dit resulteerde uiteindelijk in een serie zeefdrukken genaamd Sangre de Toro (Bloed van de Stier). In plaats van inkt gebruikte hij voor de afdrukken daadwerkelijk het bloed van de stieren. Rond deze tijd begon Blanca ook met het schrijven van columns; eerst een jaar voor Het Parool, maar later ook voor Nieuwe Revu. In dit tijdschrift deed hij niet alleen verslag van zijn leven als kunstenaar, maar ook van zijn leven als drugsverslaafde en zijn ervaringen met het criminele circuit. Toen hij voor een artikel een alarmpistool had gekocht en daarmee zwaaide op een metrostation in Amsterdam-Zuidoost werd hij aangehouden.
In februari 1995 werd Blanca door Rob Scholte in een interview ervan beschuldigd de bomaanslag op hem en zijn toenmalige vrouw Micky Hoogendijk te hebben gepleegd. De beschuldiging werd nooit bewezen, maar het gevolg van deze affaire was dat Blanca zijn populariteit als fotograaf verloor en hij steeds meer geïsoleerd raakte binnen de kunstwereld.
In 2021 verscheen de film Paul Blanca, Deze film redt je leven van de regisseur Ramón Gieling. Deze documentaire geeft een portret van het grote talent van Blanca en zijn leven, werk en ondergang. De film werd bij het uitbrengen aangekondigd met een aanhef dat het er naar uitzag dat hij  "niet lang meer heeft te leven".
Blanca overleed datzelfde jaar op 62-jarige leeftijd.

## Trivia
- In de roman Gimmick! van Joost Zwagerman komt Blanca voor onder de naam Martin Moreno.
- De Nederlandse regisseur Ramón Gieling bracht in 2023 een documentaire over Blanca uit onder de titel Paul Blanca: Deze film redt je leven.